# Parafia Najświętszego Serca Pana Jezusa w Świdnicy
Parafia Najświętszego Serca Pana Jezusa w Świdnicy Śląskiej znajduje się w dekanacie świdnickim wschodnim w diecezji świdnickiej. Została erygowana w 2006 roku. 

## Proboszczowie
- ks. kan. Jarosław Żmuda (2006–2014)
- ks. Paweł Wróblewski (2014–2021)
- ks. kan. Jan Tracz (od 2021)